# Ana González Sánchez
Ana González Sánchez (Málaga, 30 de diciembre de 1998) es una jugadora de balonmano española que jugaba de extremo derecho para el KH-7 Balonmano Granollers.

## Trayectoria
En su etapa formativa pasó por la cantera malagueña de los colegios Sagrada Familia, Málaga Norte y Europa. Ana González acabó en el Puertosol, equipo con el que consiguió sus primeros logros al alzarse como subcampeona de España y disputar un Mundial y un Europeo, entre otros, junto a las categorías inferiores de la selección española.
Un grandísimo primer año en el Rincón Fertilidad Málaga le abrió las puertas de la selección española. La temporada siguiente la hizo con el Puchi de Ibiza, y se trasladó de nuevo al Elche Mustang en la temporada 2018-19, tras el descenso del equipo ibicenco.
En el mercado invernal de la temporada 2019-20 recaló en el KH-7 Bm. Granollers con el que compitió por primera vez en Europa, jugando la Challenge Cup en su primera temporada y la EHF European Cup la siguiente. Salió, tras tres temporadas y la primera parte de la cuarta, por motivos personales.

### Clubes
- 2016-17: Rincón Fertilidad Málaga
- 2017-18: Puchi de Ibiza
- 2017-19: Elche Mustang
- 2019-23: KH-7 Bm. Granollers

#### Datos(a fecha de septiembre de 2023):[9]
|          | Liga | Copa | EHF |
| -------- | ---- | ---- | --- |
| Partidos | 167  | 22   | 8   |
| Goles    | 424  | 61   | 34  |

### Selección nacional
Habitual en las convocatorias de los combinados juveniles y juniors, de los que llegó a ser capitana y disputó casi 60 partidos, cuando tenía 18 años y tras una brillante primera temporada en División de Honor con el Rincón Fertilidad Málaga fue llamada por las Guerreras, para los partidos de clasificación para el Mundial de Alemania celebrados en Antequera, en sustitución de la también malagueña Marta López, que se tuvo que ausentar por lesión y compartió equipo con la también pantera Jennifer Gutiérrez.
Completó varios partidos en las eliminatorias clasificatorias para el Campeonato del Mundo del 2017 y el Campeonato de Europa del 2018.

## Premios y Galardones
- Mejor promesa de DHF (2016-17)[10]
- Galardón a la Trayectoria Deportiva de la Federación Andaluza de Balonmano (2024)[11]

## Vida personal
Se declara admiradora de la extremo española Carmen Martín y está casada con el jugador español Chema Márquez.